# Plagiolepis dichroa
Plagiolepis dichroa är en myrart som beskrevs av Auguste-Henri Forel 1902. Plagiolepis dichroa ingår i släktet Plagiolepis och familjen myror. Inga underarter finns listade i Catalogue of Life.